# Medallas de ocupación alemanas
Las Medallas de Ocupación Alemanas fueron una serie de condecoraciones, también conocidas como Medallas de la Guerra de las Flores (por el término en alemán Blumenkrieg), creadas para conmemorar las sucesivas anexiones por parte de la Alemania nazi de países vecinos y regiones con grandes poblaciones étnicas alemanas. Estos comprendían Austria (marzo de 1938), los Sudetes (octubre de 1938) y Memel (marzo de 1939). La ocupación del resto de Checoslovaquia occidental (marzo de 1939) estuvo marcada por el Ribete del Castillo de Praga, que se luce en la cinta de la Medalla de los Sudetes.

## Las condecoraciones
Las tres medallas tienen un anverso común diseñado por el profesor Richard Klein, director de la Escuela de Artes Aplicadas de Múnich y artista favorito de los jerarcas nazis.
Los criterios para cada una de las medallas y el Ribete del Castillo de Praga eran básicamente los mismos. Fueron otorgados a aquellos, tanto militares como civiles, que participaron o contribuyeron a la ocupación, incluidos miembros de la Wehrmacht, funcionarios estatales alemanes y partidarios nazis locales que habían trabajado para la unión con Alemania.
El uso de condecoraciones de la época nazi fue prohibido en 1945. Las Medallas de Ocupación no estaban entre los premios reautorizados para uso oficial por la República Federal de Alemania en 1957.
Se autorizó el uso de gallardetes (en alemán: Fahnenband) con los colores de la cinta de la medalla correspondiente en la bandera de los regimientos que habían participado en estas ocupaciones.